# The Moonglows
The Moonglows fue un grupo estadounidense de R&B y doo wop formado en Cleveland, Ohio. Tuvieron numerosos éxitos en la lista R&B de Billboard durante la década de 1950, el mayor de ellos "Sincerely", que llegó al número uno en 1954. Fueron incluidos en el Salón de la Fama del Rock and Roll en 2000.

## Carrera musical

### Formación y primeros años
Harvey Fuqua y Bobby Lester se conocieron durante una estadía en el ejército de los Estados Unidos y formaron un dúo en 1949 en Louisville, Kentucky. En 1951, Fuqua se mudó a Cleveland y formó el grupo Crazy Sounds con los cantantes Danny Coggins y Prentiss Barnes, a los que más tarde se unió Lester.
En 1952, mientras audicionaban en un club de Cleveland, se pusieron en contacto con el presentador de radio Alan Freed, quien al escucharlos se convirtió su gerente. En 1953, Freed cambió el nombre del grupo a The Moonglows, en honor a su apodo "Moondog". Firmaron con el sello Champagne de Freed, pero sus primeras grabaciones no llegaron a las listas de éxitos. Coggins dejó el grupo y fue reemplazado por Alexander Walton, quien era conocido como Pete Graves y Pete Walton.
En 1953 grabaron para otro pequeño sello, Chance, pero sus sencillos tuvieron poca difusión; su versión de "Secret Love" de Doris Day fue un éxito modesto. En septiembre de ese año Freed obtuvo un contrato con la estación de radio WINS de Nueva York y su reconocimiento como presentador llevaron a The Moonglows a firmar con Chess Records.

### Éxito
Su primer sencillo de Chess, "Sincerely", liderado por Lester, alcanzó el número uno en la lista R&B de Billboard y también fue un éxito en el Billboard Hot 100. En 1955, The Moonglows eligió al guitarrista Billy Johnson como su quinto miembro después de que Wayne Bennett dejara el grupo tras su compromiso con el Teatro Apollo. Para entonces comenzaron a hacer giras durante los espectáculos de rock and roll de Alan Freed, que incluyeron a otros artistas de R&B como Joe Turner, The Clovers y Lowell Fulson. Ese mismo año, The Moonglows tuvo otro éxito de R&B con "Most of All". Chess también publicó algunas de sus grabaciones con el grupo acreditado como The Moonlighters.
Durante la mayor parte de su trayectoria, las voces principales se dividieron entre Lester y Fuqua. Lester cantaba las baladas doo wop, mientras que Fuqua prefería las canciones de rock and roll. Los dos también grabaron dúos vocales. Sus siguientes éxitos, en 1956, incluyeron "See Saw", que alcanzó el puesto número cinco en las listas R&B y el número 25 en el Billboard Hot 100, "We Go Together" y "When I'm with You" que alcanzaron los puestos 9 y 15 en la lista de R&B. En agosto de 1956, la banda apareció en una de las primeras películas sobre rock and roll, ¡Rock, Rock, Rock!, interpretando "Over and Over Again" y "I Knew From The Start".
A diciembre de 1956, Fuqua había comenzado a cantar la mayoría de las voces principales. En junio de 1957, The Moonglows tuvieron un éxito con su versión de "Please Send Me Someone to Love" de Percy Mayfield. A finales de 1958, la canción "Ten Commandments of Love" de Fuqua (utilizada en la banda sonora de A Bronx Tale) alcanzó el número nueve de las listas R&B y el número 22 de las listas pop; para entonces el grupo fue anunciado como Harvey and the Moonglows. Chess lanzó dos EP y un álbum, Look, It's the Moonglows, durante ese período. Después del lanzamiento del álbum, el grupo original se disolvió al final del año, actuando juntos solo por razones contractuales hasta 1960.

### Grupos derivados
En 1959, Lester comenzó una carrera en solitario. Ese mismo año, Harvey Fuqua, siguiendo el consejo de otro artista de Chess, Bo Diddley, trabajó con The Marquees, donde Fuqua conoció a Marvin Gaye. Tras reubicar al grupo desde su ciudad natal de Washington D. C., a Chicago, Fuqua incorporó a Chuck Barksdale de The Dells. Fuqua renombró al grupo Harvey and the New Moonglows. En abril de 1959, Fuqua cantó la balada "Twelve Months of the Year", que incluía una recitación hablada de Gaye. Ese mismo año Chess publicó las canciones "Unemployment" y "Mama Loocie", que fueron las primeras canciones con Gaye como voz principal. Fuqua grabó números en solitario y, a menudo, promocionaba las canciones de New Moonglows en televisión y películas. Durante este tiempo, grabaron voces de acompañamiento para artistas como Etta James y Chuck Berry.
Lester luego formó su propio grupo The Moonglows. En 1959 fue arrestado por un cargo de narcóticos en Beaumont, Texas. Posteriormente, Gaye se mudó a Detroit y luego firmó con Tamla, una subsidiaria de Motown Records. En febrero de 1961, Fuqua dejó Chess y trabajó en sus propios sellos discográficos de Detroit, Harvey y Tri-Phi, hasta que se unió al equipo de producción de Motown.

### Reuniones e influencia
En 1970, Harvey Fuqua, Bobby Lester y Pete Graves se reunieron como Moonglows with Doc Williams and Chuck Lewis. En 1972, regrabaron "Sincerely" para Big P Records. RCA pronto compró Big P y volvieron a editar la canción, que alcanzó el puesto 43 en la lista de R&B. El álbum The Return of the Moonglows también fue lanzado ese año. La reunión duró solo un año.
Bobby Lester continuó cantando para su propio grupo hasta que murió por complicaciones de cáncer en 1980, a la edad de 49 años. Fue reemplazado por Billy McPhatter, hijo de Clyde McPhatter. Fuqua interpretó con The Moonglows de Bobby Lester en la ceremonia de los premios Grammy de 1983, y realizaron giras como Harvey and the Moonglows hasta 1986. Bobby Lester, Jr., reemplazó a McPhatter como cantante principal. Billy Johnson murió en Los Ángeles en 1987. Prentiss Barnes y Pete Graves murieron en 2006. Fuqua, el último miembro superviviente de The Moonglows, murió el 6 de julio de 2010 en Detroit.
The Moonglows fueron incluidos en el Salón de la Fama de los Grupos Vocales en 1999 y en el Salón de la Fama del Rock and Roll en 2000. Se encuentran entre los cientos de artistas cuyo material fue destruido en el incendio de Universal Studios de 2008.

## Miembros
- Harvey Fuqua, voz (1953–1958)
- Bobby Lester, voz (1953–1958)
- Alexander "Pete" Walton (or Graves), voz (1953–1958)
- Prentiss Barnes, voz (1953–1958)
- Billy Johnson, guitarra (1953–1958)
- Danny Coggins, voz (1953)

## Sencillos
| Año  | Sencillo (Cara A y Cara B)                                                                   | Posición más alta | Posición más alta | Álbum                           |
| Año  | Sencillo (Cara A y Cara B)                                                                   | US                | US R&B            | Álbum                           |
| 1953 | "Just a Lonely Christmas" b/w "Hey, Santa Claus"                                             | —                 | —                 | -                               |
| 1954 | "Secret Love" b/w "Real Gone Mama"                                                           | —                 | —                 | -                               |
| 1954 | "I Was Wrong" b/w "Ooo Rockin' Daddy"                                                        | —                 | —                 | -                               |
| 1954 | "219 Train" b/w "My Gal"                                                                     | —                 | —                 | -                               |
| 1954 | "Sincerely" b/w "Tempting" (Non-album track)                                                 | 20                | 1                 | "Rock, Rock, Rock" banda sonora |
| 1955 | "Most Of All" b/w "She's Gone" (Non-album track)                                             | —                 | 5                 | Bunch of Goodies                |
| 1955 | "Starlite" b/w "In Love"                                                                     | —                 | —                 | -                               |
| 1955 | "Lover, Love Me" b/w "In My Diary" (from Bunch of Goodies)                                   | —                 | —                 | -                               |
| 1956 | "We Go Together" b/w "Chickie Um Bah" (Non-album track)                                      | —                 | 9                 | Bunch of Goodies                |
| 1956 | "When I'm With You" /                                                                        | —                 | 15                | Look! It's The Moonglows        |
| 1956 | "See Saw"                                                                                    | 25                | 6                 | "Rock, Rock, Rock" banda sonora |
| 1956 | "Over and Over Again" b/w "I Knew From The Start"                                            | —                 | —                 | "Rock, Rock, Rock" banda sonora |
| 1957 | "Don't Say Goodbye" b/w "I'm Afraid The Masquerade Is Over" (Non-album track)                | —                 | -                 | Look! It's The Moonglows        |
| 1957 | "Please Send Me Someone to Love" b/w "Mr. Engineer (Bring Her Back To Me)" (Non-album track) | 73                | 5                 | Bunch of Goodies                |
| 1957 | "The Beating Of My Heart" b/w "Confess It To Your Heart"                                     | —                 | —                 | -                               |
| 1958 | "Here I Am" b/w "Too Late"                                                                   | —                 | —                 | -                               |
| 1958 | "In the Middle of the Night" b/w "Soda Pop"                                                  | —                 | —                 | -                               |
| 1958 | "Ten Commandments of Love" b/w "Mean Old Blues"                                              | 22                | 9                 | Look! It's The Moonglows        |
| 1959 | "Mama Loocie" b/w "Unemployment"                                                             | —                 | —                 | -                               |
| 1972 | "Sincerely" b/w "I Was Wrong"                                                                | —                 | 43                | The Return Of The Moonglows     |